# Tunnel du Cap-Nord
Le tunnel du Cap-Nord (en norvégien : Nordkapptunnelen)  est un tunnel routier sous-marin norvégien situé sous un bras de la mer de Barents, au sud de l'île de Magerøya. L'entrée du  Magerøysundet (le « détroit de Magerøya ») se trouve à cinq kilomètres vers l'ouest-sud-ouest. Le tunnel relie l'île de Magerøya au continent. 
Le tunnel construit entre 1993 et 1999, mesure 6 875 mètres de long et atteint une profondeur de 212 mètres au-dessous du niveau de la mer. Il dispose de portes antigel, qui ferment les entrées du tunnel en hiver pour éviter que l'eau de ruissellement ne gèle. Ces portes s'ouvrent automatiquement quand les voitures s'approchent et sont ouvertes de manière permanente en été (lorsque le trafic est plus dense).
Le tunnel du Cap-Nord (proche du cap Nord dont il tire son nom) fait partie de la route européenne E69.
Avant la construction du tunnel, un bac assurait la liaison entre Kåfjord et Honningsvåg.